# Antonia Pozzi

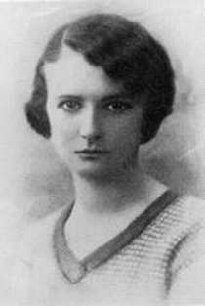
Antonia Pozzi

Antonia Pozzi (* 13. Februar 1912 in Mailand; † 3. Dezember 1938 ebenda) war eine italienische Dichterin. 

## Leben

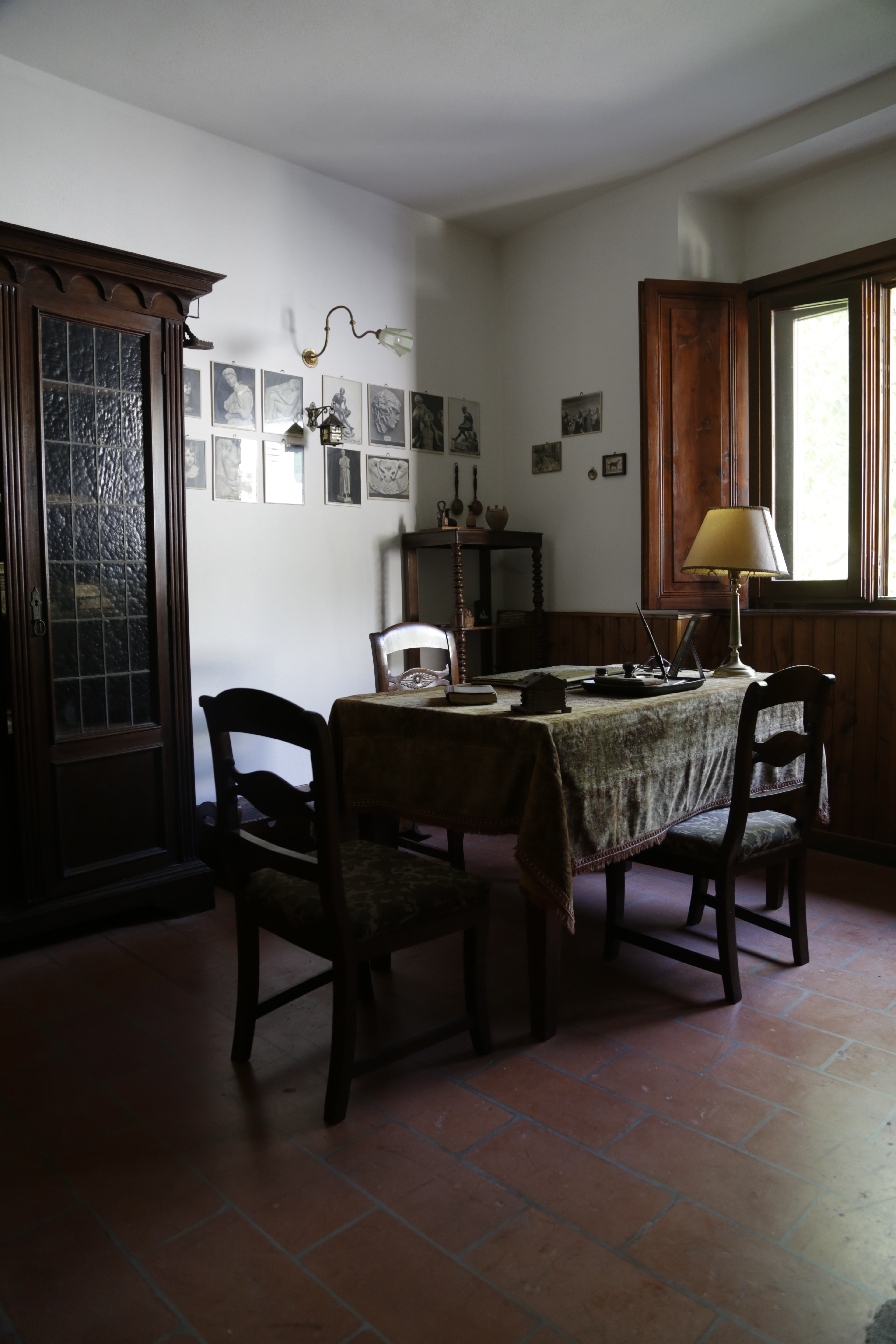
Der Arbeitstisch von Antonia in der Villa Pozzi in Pasturo

Als Tochter eines Mailänder Rechtsanwalts wuchs Antonia Pozzi in einem vornehmen und wohlhabenden Elternhaus auf. Auf dem Gymnasium entwickelte sie eine tiefe Liebesbeziehung zu ihrem Latein- und Griechischlehrer, die ihr Leben stark prägte.
1930 begann sie an der Universität Mailand Philosophie und Literatur zu studieren; 1936 erhielt sie ihre laurea in Philosophie. Pozzi unternahm zahlreiche lange Reisen durch Europa. Ihr besonderes Interesse galt in dieser Zeit der modernen deutschen, französischen und englischen Literatur.
Antonia Pozzi starb 1938 in Mailand durch Suizid. Ihre Werke erschienen posthum.

## Rezeption
Die österreichische Komponistin Johanna Doderer hat einen Liederzyklus (10 Lieder) für Sopran, Bariton und Klavier nach Gedichten von Antonia Pozzi komponiert.
2015 drehte der aus Mailand stammende Regisseur Ferdinando Cito Filomarino seinen ersten Spielfilm mit dem Titel Antonia über das Leben von Antonia Pozzi. Die Titelrolle spielte Linda Caridi, für die es ebenfalls das Debüt in einem Spielfilm war.

## Werke (Auswahl)
- Parole. Mailand: Mondadori 1939.
- Flaubert. La formazione letteraria (1830 - 1865). Tesi di laurea. Con prefazione di Antonio Banfi. Milano: Garzanti 1940.
- La vita sognata ed altre poesie inedite. A cura di Alessandra Cenni e Onorina Dino. Milano: Scheiwiller 1986. ISBN 88-7644043-7
- Diari. Introduzione di Alessandra Cenni, a cura di Alessandra Cenni e Onorio Dino. Milano: Scheiwiller, 1988.
- L'età' delle parole è finita. Lettere (1925 - 193). Con prefazione di Alessandra Cenni. Archinto, 1989.
- Parole. Garzanti, 1989 e 2001. Con prefazione di Alessandra Cenni, a cura di Alessandra Cenni e Onorio Dino.
- Pozzi e Sereni. La giovinezza che non trova scampo. A cura di Alessandra Cenni. Milano: Scheiwiller, 1988.
- Mentre tu dormi le stagioni passano.... A cura di Alessandra Cenni e Onorina Dino. Milano: Viennepierre, 1998.
- Poesia, mi confesso con te. Ultime poesie inedite (1929-1933). A cura di Onorina Dino. Milano: Viennepierre, 2004.
- Per troppa vita che ho nel sangue. Di Graziella Bernabò. Milano: Viennepierre, 2004.
- Poesie, prefazione di Antonella Anedda, Milano : Garzanti, 2021, luglio 2021, ISBN 978-88-11-00061-7

Deutsche Übersetzungen
- Der Weg. Hrsg. von H. Benrath. Sonderausgabe. Stuttgart 1943.
- Worte. Ein dichterisches Tagebuch 1930-1938. Hrsg. von Ernst Wiegand Junker. Trossingen:  Weka-Verlag 1948.
- Tag für Tag. Ein dichterisches Vermächtnis. Hrsg. von Ernst Wiegand Junker. Wien: Amandus Verlag 1952.
- Worte. Hrsg. und übers. von Stefanie Golisch. Tartin Editionen – Untendurch, Salzburg 2005. ISBN 3-902163-23-2
- Parole, Gedichte. Deutsche Übersetzung von Ernst Wiegand Junker. Göttingen: Wallstein 2008.